# Francesco Malerba
Francesco Malerba (Milano, 1880 – Milano, 1926) è stato un pittore e decoratore italiano.

## Biografia
Nato a Milano, affrescò numerosi edifici pubblici e privati ispirandosi a Giambattista Tiepolo. Realizzò i dodici pannelli che raffigurano i mesi dell’anno con i segni zodiacali che circondano il lucernario, opera di Giovanni Beltrami, dello scalone monumentale, nonché i cervi volanti del fregio dell’atrio del Casinò di San Pellegrino Terme, inaugurato nel 1907. Affrescò con scene idilliche, putti e ruderi in stile rococò la volta a lunette e con la rappresentazione della volta celeste e putti inseriti in padiglioni marmorei in stile barocco i soffitti del palazzo Rocca di Chiavari (Genova).